# 特丽·邓宁
特丽·邓宁（英語：Terri Dunning，1985年3月11日—），英国女子游泳运动员。她曾代表英格兰参加2006年英联邦运动会游泳比赛，获得一枚银牌和一枚铜牌。她也曾参加2005年夏季世界大学生运动会。